# ألان مورغان (ربان)
ألان مورغان (بالإنجليزية: Alan Morgan)‏ هو ربان ‏ أمريكي، ولد في 30 مارس 1909 في لوس أنجلوس في الولايات المتحدة، وتوفي في 22 يونيو 1984 في رانتشو ميراج في الولايات المتحدة.

## وصلات خارجية
- ألان مورغان على موقع الاتحاد الدولي للملاحة الشراعية (موقع جديد) (الإنجليزية)
- ألان مورغان على موقع الاتحاد الدولي للملاحة الشراعية (موقع قديم) (الإنجليزية)
- ألان مورغان على موقع اللجنة الأولمبية الدولية (الإنجليزية)
- ألان مورغان على موقع أوليمبيديا (الإنجليزية)